# 御園 (東栄町)
御園（みその）は、愛知県北設楽郡東栄町の大字である。小字が設置されているが丁目は設定されていない。

## 地理
東栄町の北部に位置し豊根村との境界を持つ。

### 山岳
- 神野山
- 小岩岳
- 大岩岳

### 河川
- 西薗目川
- 東薗目川

### 小字
| - 字大野（おおの） - 字久保（くぼ） - 字小岩嶽（こいわだけ） - 字坂場（さかば） - 字下平（しもたいら） | - 字菅沼（すがぬま） - 字ソンデ山（そんでやま） - 字高遠（たかとお） - 字寺沢（てらさわ） - 字野地（のじ） | - 字程崩（ほどくずれ） - 字眞地沢（まっちさわ） - 字眞地（まつち） - 字名場（みょうば） - 字横野（よこの） |

## 歴史
北設楽郡御園村を前身とする。
1889年10月1日に足込、御園、東薗目、西薗目の各村が合併し園村が発足する。同日、御園村廃止。
1955年4月1日には本郷町と下川村、御殿村、園村の各村が合併して東栄町となる。

## 施設
- 御園天文台

## 交通
- 長野県道・愛知県道74号阿南東栄線
- 愛知県道504号・静岡県道294号御園浦川停車場線

## その他

### 日本郵便
- 郵便番号 : 449-0201[1]（集配局：東栄郵便局[3]）。

## 参考資料
- 『角川日本地名大辞典 23 愛知県』、1989年
- 『日本歴史地名大系 23 愛知県の地名』、1981年